# Feministiskt Perspektiv
Feministiskt Perspektiv var och är en svensk webbtidning med feministisk inriktning, grundad 2011 av bland andra Anna-Klara Bratt, Jenny Rönngren, Sholeh Irani och Edda Manga. Tidningen las ner 2021 men startades om med många av sina gamla medarbetare under namnet Fempers. Tidningen beskriver sig själv som oberoende feministisk.

## Feministiskt perspektiv
Feministiskt perspektiv gavs ut av den ideella förening Feministiskt perspektiv och utkom mellan 7 januari 2011 och 30 april 2021. Tidningen var prenumerations- och pressfinansierad och startade som veckotidning. Mellan september 2014 och december 2020 gavs tidningen ut två gånger i veckan.
Tidningens chefredaktör var Anna-Klara Bratt, och från och med september 2011 fram till maj 2021 erhöll tidningen Feministiskt Perspektiv driftstöd. Feministiskt Perspektivs nyhetsutgivning upphörde 30 april 2021 efter uteblivet stöd. Feministiskt Perspektiv kvarstår som ett öppet arkiv och innehåller bland annat den flerspråkiga avdelningen Feminist perspective. Feministiskt Perspektivs ursprungliga webbplats är inte längre aktiv.

## Fempers
Nyhetsproduktionen flyttade efter nedläggningen till nystartade tidningen Fempers Nyheter. Denna startade i maj 2021 och ges ut av Medieföretaget Fempers AB. Tidningen utkommer två gånger i veckan och är en oberoende fortsättning av Feministisk Perspektiv. Sedan december 2021 erhåller Fempers Nyheter driftstöd. I redaktionen återfinns tidigare medarbetare och skribenter från Feministiskt Perspektiv, inklusive Jenny Rönngren (redaktionschef) och Anna-Klara Bratt (chefredaktör).

### Webbkällor
- DN.se: Ny nättidning för feminister. Publicerat 13 januari 2011. Läst 17 februari 2011.
- Dagens media: Efter uteblivna presstödet – redaktionen för Feministiskt perspektiv startar ny sajt Publicerat 29 april 2021.